# Świeszyno
Świeszyno è un comune rurale polacco del distretto di Koszalin, nel voivodato della Pomerania Occidentale.
Ricopre una superficie di 132,59 km² e nel 2005 contava 5 588 abitanti.

## Geografia fisica
Il territorio è pianeggiante e ricoperto da colture. A nord del centro abitato scorre il fiume Czarna.

## Geografia antropica
Il comune si trova a meno di 6 chilometri dal capoluogo Koszalin.

## Società
Il paese nel 2005 contava 5 588 abitanti, in maggioranza di etnia Polacca.